# Івелан
Івелан (норв. Iveland) – муніципалітет в Норвегії, у фюльке Еуст-Агдер. Адміністративний центр – місто Біркетвейт.

## Історія
Муніципалітет було засновано 1 січня 1886 року. Це сталося тоді, коли старий муніципалітет Горннес-ог-Івеланд був розділений на два муніципалітети: Івелан (населення 1103) і Горннес (населення 1113). З 1 січня 1886 року межі міста не змінювалися.
Хоча у літописах і письмових джерелах не знайдено згадок про Івелан до XV століття, існують непрямі докази того, що його територію заселяли впродовж багатьох тисячоліть. Наприклад, на території Івелану були виявлені знаряддя кам'яного віку, яким понад 4000–5000 років. Іншою знахідкою було виявлено Королівську дорогу (норв. Kongevegen), якою, ймовірно, їздили верхи на конях або каретами. Королівська дорога проходила в напрямку зі сходу на захід, через територію Івелану і використовувалася ще в IX столітті, цілком можливо, що і раніше. Натомість перші письмові згадки про фермерські господарства, які утворювалися шляхом розчищення землі на території Івелану, датуються приблизно 600 роками.

## Населення
Муніципалітет загальною площею 262 квадратних кілометри (101 квадратна миля) є 279-м за площею з 356 муніципалітетів Норвегії. Івелан — 307-й за чисельністю населення муніципалітет у Норвегії з населенням 1344 особи. Щільність населення муніципалітету становить 5,5 жителів на квадратний кілометр (14 жителів/кв. миля), і його населення зросло на 4,8% за попередні 10 років.
| Населення станом на 1 січня 2005 |        |          |       |
|                                  | жінки  | чоловіки | разом |
| ос.                              | 587    | 567      | 1154  |
| %                                | 50,87% | 49,13%   | 100%  |

| свіченість населення станом на 1 жовтня 2004 |           |         |        |          |
|                                              | початкова | середня | вища   | невідомо |
| ос.                                          | 185       | 593     | 94     | 17       |
| %                                            | 20,81%    | 66,7%   | 10,57% | 1,91%    |

## Освіта
Згідно з даними на 1 жовтня 2004 року, у муніципалітеті працювали 2 початкові школи (норв. grunnskolar), у яких навчалися 212 учні.